# Arrats
Az Arrats folyó Franciaország területén, a Garonne bal oldali mellékfolyója.

## Földrajzi adatok
Hautes-Pyrénées megyében, a Lannemezan-fennsíkon ered kb. 500 m magasan, és Tarn-et-Garonne megyében  Agen-nél torkollik a Garonne-ba. Hossza 162 km, az átlagos vízhozama 3 m³ másodpercenként. Vízgyűjtő területe 950 km².

## Megyék és városok a folyó mentén
- Hautes-Pyrénées
- Gers : Castelnau-Barbarens, Mauvezin, Saint-Clar
- Tarn-et-Garonne

Mellékfolyója az Orbe.